# Brandýs nad Labem-Stará Boleslav
Brandýs nad Labem-Stará Boleslav település Csehországban, a Kelet-prágai járásban. Brandýs nad Labem-Stará Boleslav Dřevčice, Zápy, Borek, Záryby, Lhota, Brázdim, Podolanka, Polerady, Nový Vestec, Hlavenec és Skorkov településekkel határos. Lakosainak száma 20 073 fő (2024. január 1.).

## Népesség
A település lakosságának változását az alábbi diagram mutatja:
| Lakosok száma | 7291 | 8065 | 9882 | 12 243 | 15 071 | 15 298 | 18 507 | 19 136 | 18 755 | 20 073 |
|               | 1869 | 1890 | 1921 | 1950   | 1980   | 2001   | 2017   | 2019   | 2022   | 2024   |